# Коровін Костянтин Олексійович
Костянтин Олексійович Коро́він (рос. Константин Алексеевич Коровин; 23 листопада (5 грудня) 1861, Москва — 11 вересня 1939, Париж) — російський художник, колорист. Малював портрети, натюрморти, відоміший як пейзажист і театральний художник, сценограф.

## Ранішні роки
Походить з родини купця, народився в Москві. Батько (купець) мав університетську освіту, а його мати походила з дворян Волкових. В 14 років Костянтина віддали в Московське училище живопису, скульптури і архітектури. Навчання розпочав на архітектурному відділенні, як і Головін Олександр Якович. І як Головін, перейшов на відділення живопису. Вчителем Коровіна був Саврасов Олексій Кіндратович. Але колористичне обдарування Коровіна було значно більшим за обдарування Саврасова і багатьох вчителів училища.

## Розчарування в Петербурзькій академії мистецтв
Аби продовжити навчання, Коровін їде до Петербурга. В Академії мистецтв Коровін розчарувався занадто швидко і через три місяці покинув її. Після волі в Москві навчання в офіціозній і консервативній Академії ні в чому не підходило художнику.

## Подорожі Коровіна
Досить легкий на підйом, Коровін здійснив декілька подорожей, серед яких подорож в Іспанію, Францію, на північ Російської імперії (разом з художником Серовим Валентином у 1888 та 1894 роках). З подорожей він привіз декілька незвичних за тематикою пейзажів і картин.

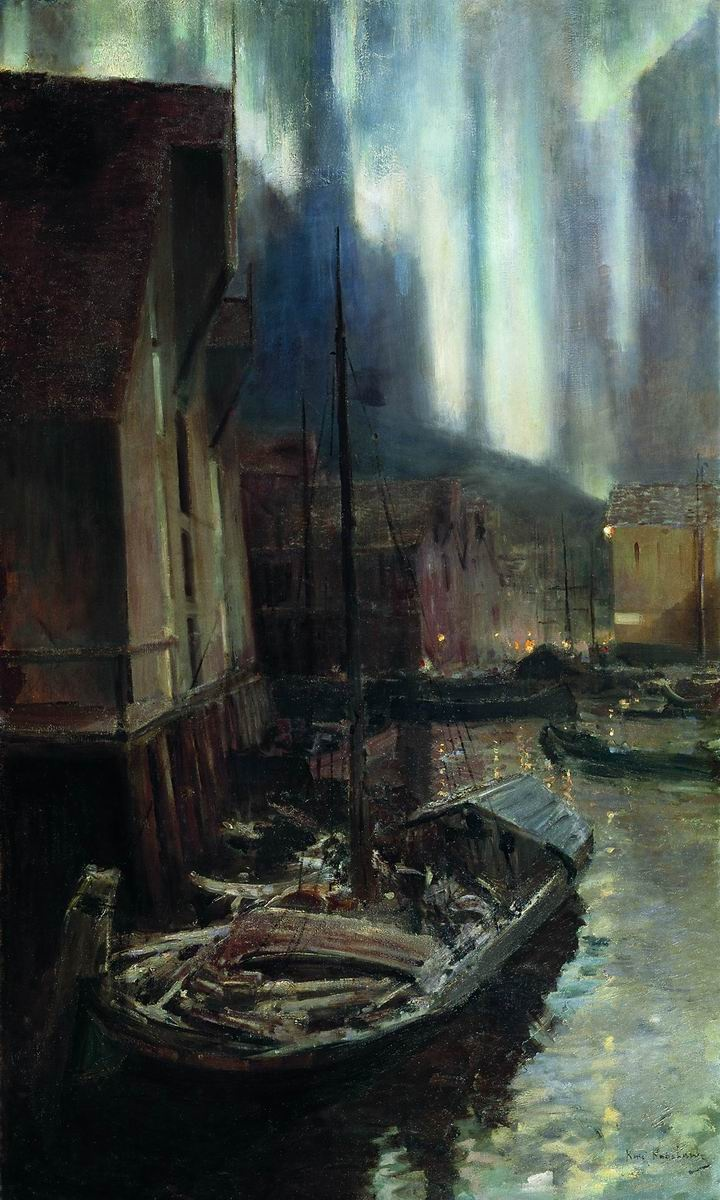
«Хаммерфест.Північне сяйво», 1895
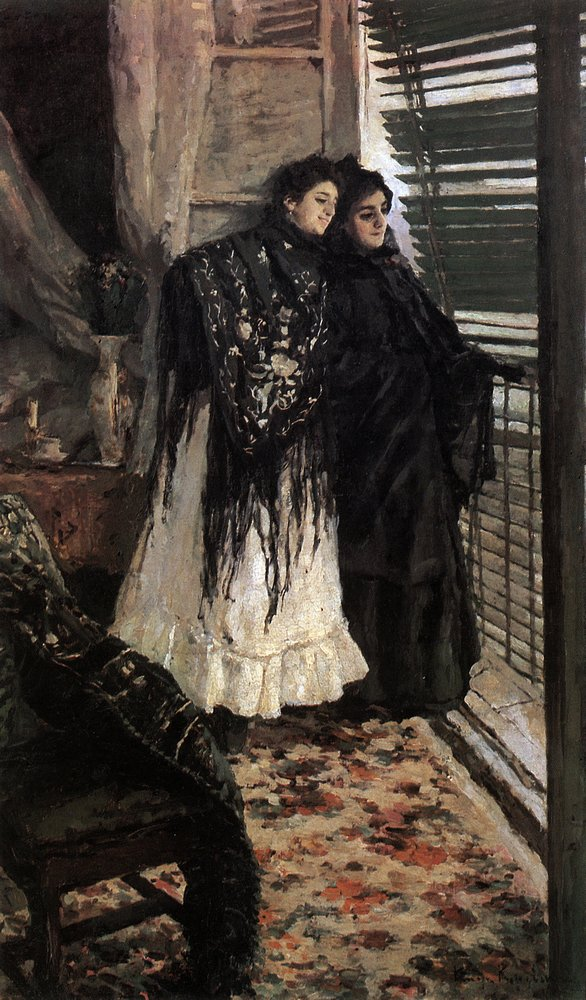
Іспанки Леонора та Ампара. Біля балкона
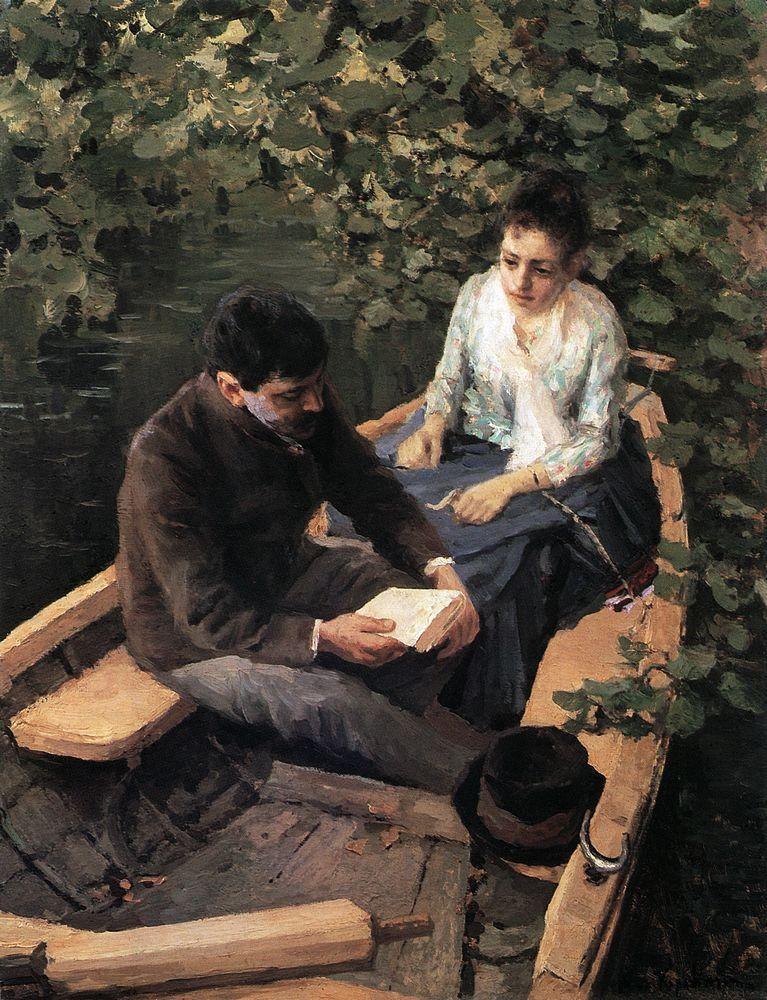
Прогулянка човном, 1888, Третьяковська галерея.

## Колористичний дар

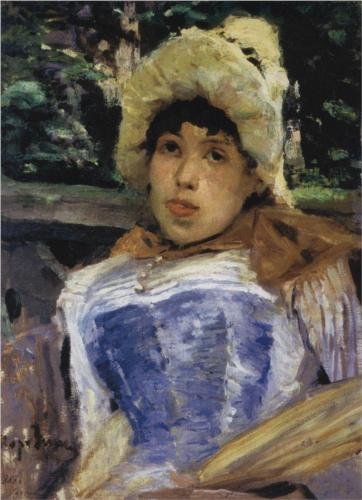
Портрет хористки. 1887, Третьяковська галерея

Генерація московських художників після Саврасова, Маковського, Прянішнікова дивувала вже вчителів відсутністю приязні до соціальної тематики, реалізму і значним колористичним обдаруванням. Найменше колористичні здібності виявив Серов Валентин. Але вони компенсувались тонкими гармоніями і цікавими сюжетами. В повному обсязі колористичні здібності виявили в своїх творах Левітан, Костянтин Коровін і Олександр Головін. Дуже швидко змінилася і техніка Коровіна, котрий міг працювати надзвичайно широкими пензлями без втрат для образності картини. В добу його перебування в садибі Абрамцево Савва Мамонтов лякав інших художників колористично сміливою картиною Коровіна «Портрет хористки», видаючи її за твір якогось іспанця. Особливо сильно колористичні здібності Коровіна виявилися в натюрмортах і в пейзажах.

## Натюрморти

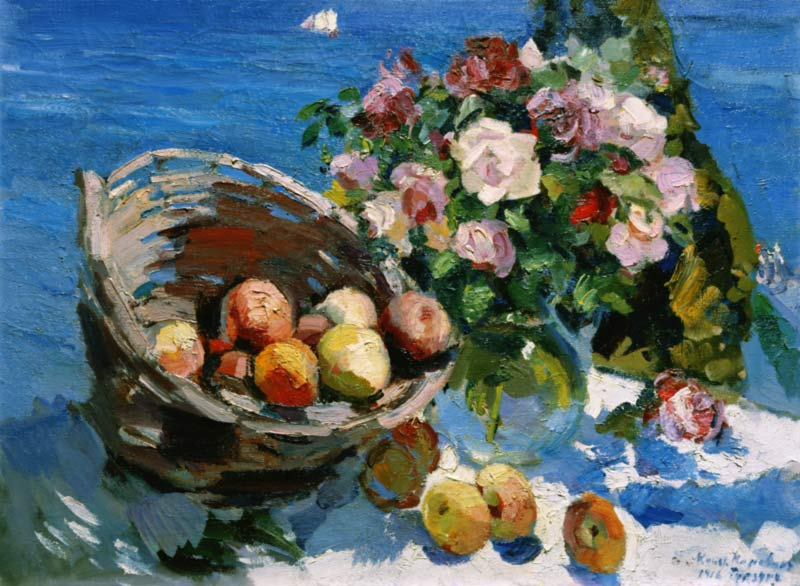
Гурзуф
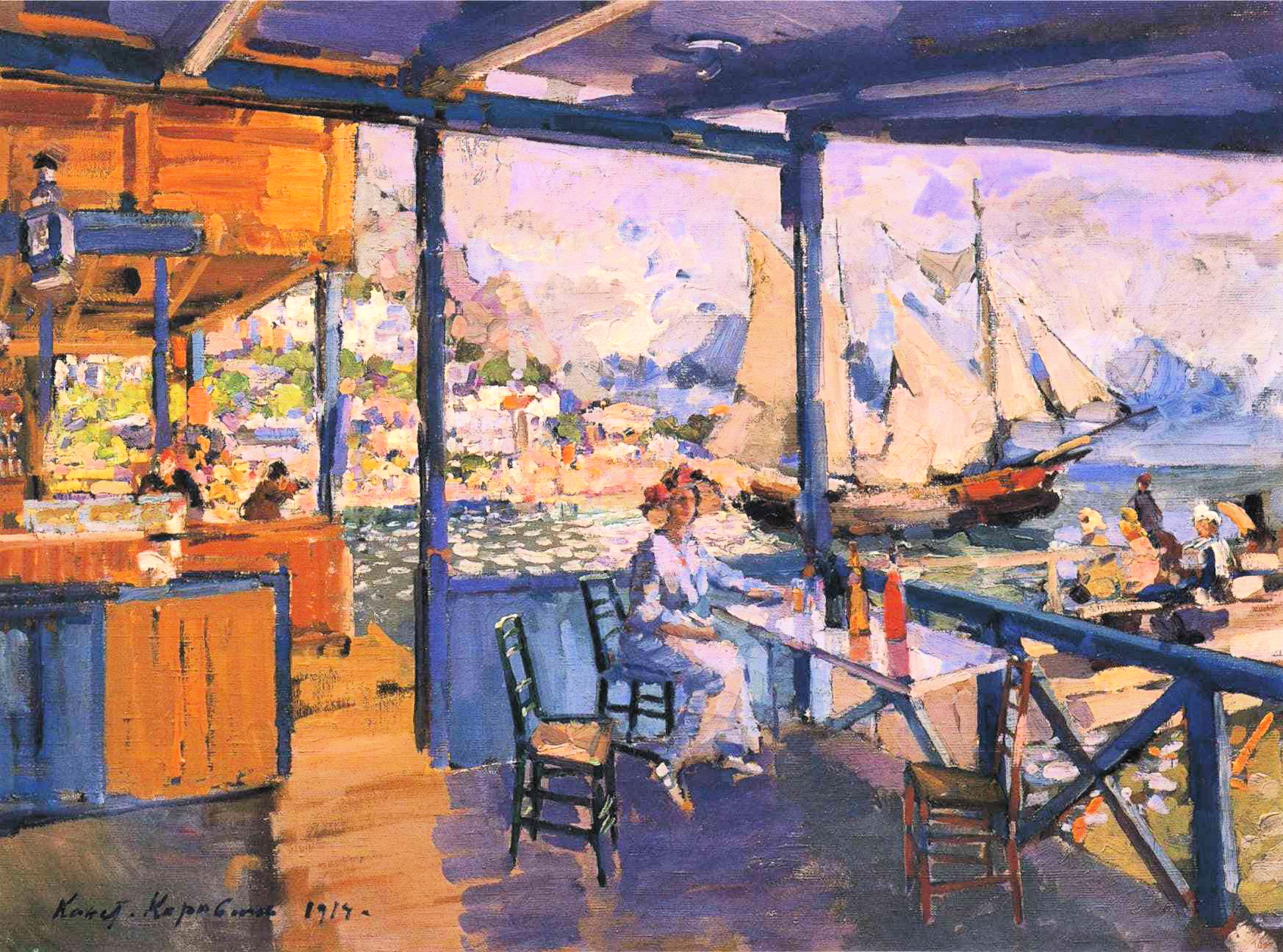
Гавань в Гурзуфі
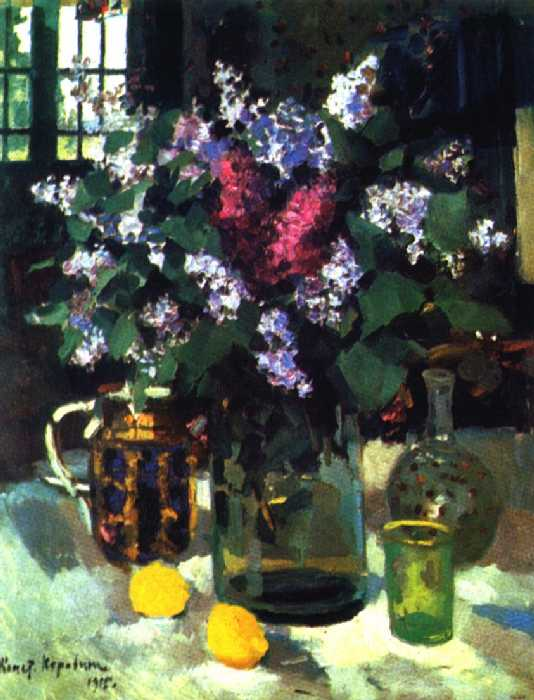
Натюрморт. Бузок, 1915
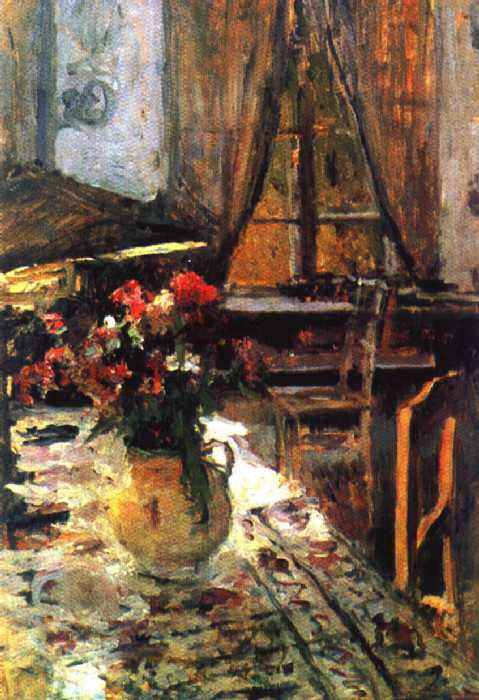
Сутінки в кімнаті, 1880-ті

## Коровін— дизайнер інтер'єру
Коровін спробував свої сили як дизайнер інтер'єру. У 1903 році в Петербурзі відбулася виставка «Сучасне мистецтво», що організував князь Сергій Щербатов, історик за фахом і художник-аматор. Разом з однодумцем В. В. фон Мекком вони залучили до участі в виставці Бакста, Грабаря, Бенуа, Врубеля, Головіна. Кожному з майстрів доручили розробити якийсь інтер'єр, декор стін і меблі. Коровін розробив інтер'єр Диванної кімнати (чи кімнати для чаювання). Художник декорував стіни текстилем жовтого кольору, на тлі якого було рясно вишите кленове листя. Текстиль Коровін розмежував простими рамами без оздоб з сіро-зеленого дуба. Кімната в цілому мала вигляд альтанки, через тонкі колони якої добре видно рясне зелене листя кленів. Вздовж стін розташував довгий, м'який диван. Як драперія слугувало зелене сукно з вишитими синіми квітами. Для чаювання слугували невеликі столи з того ж сіро-зеленого дуба. Поряд з блідими фарбами будуара роботи Бакста Диванна кімната дивувала затишком і своєрідним рішенням. Інтер'єр Коровіна мав найбільший успіх на виставці 1903 року. Збереглися і його фото.

## Пейзажі
Коровін часто звертався до створення пейзажів. Його натхнення приваблювали як стримані сірі кольори Фінляндії чи Середньої Росії, так і яскраві барви курорту в Гурзуфі, Ялті, проблеми штучного освітлення в Парижі.

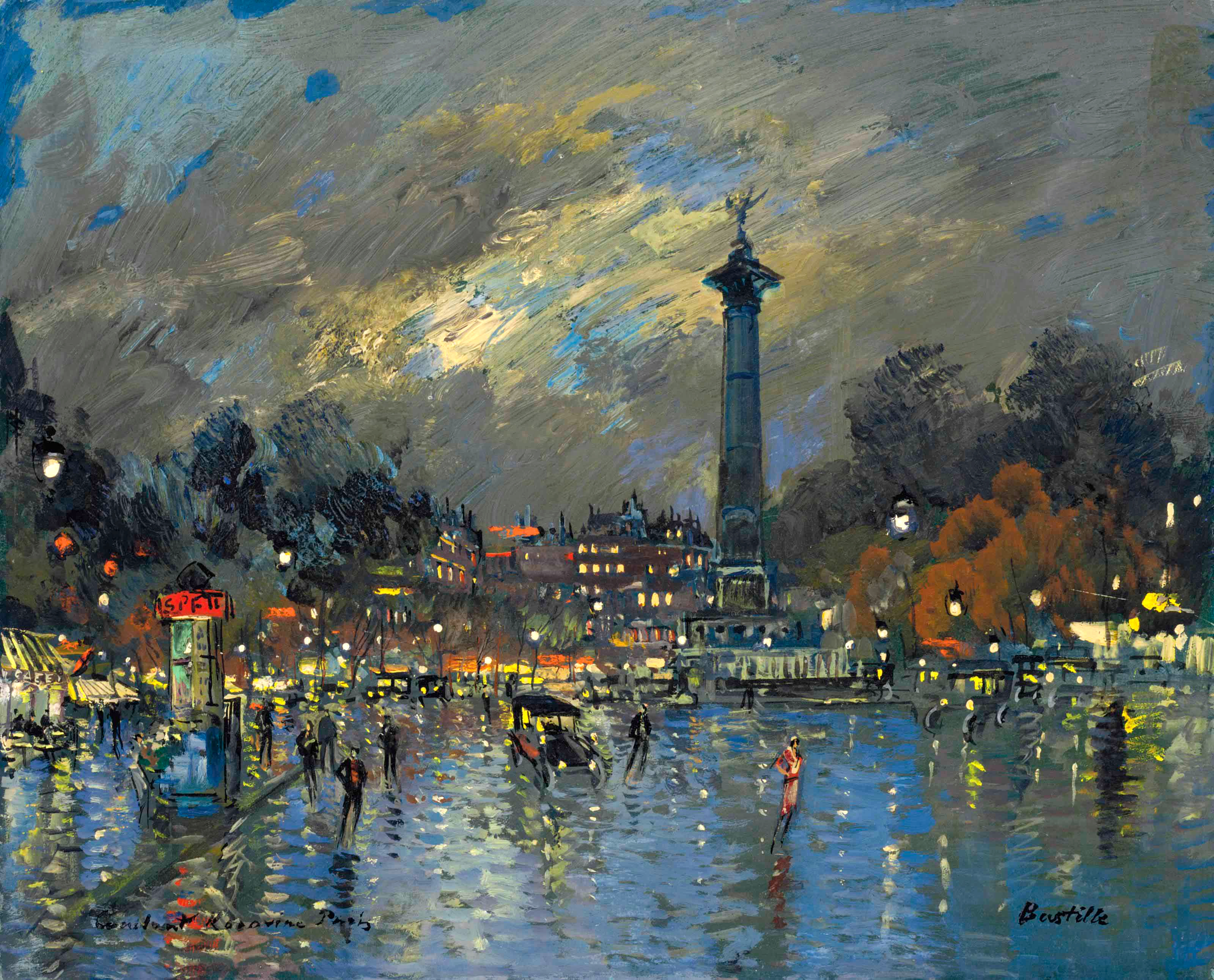
«Париж, площа Бастилії», після 1923
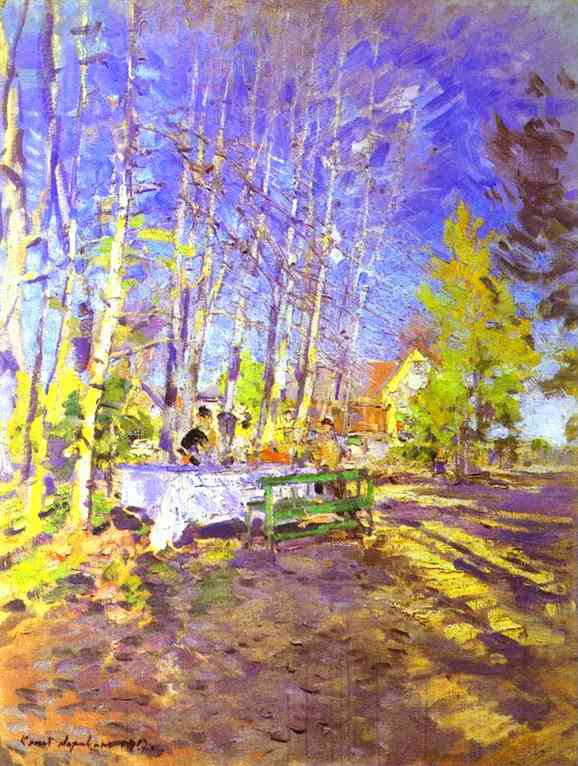
Весна
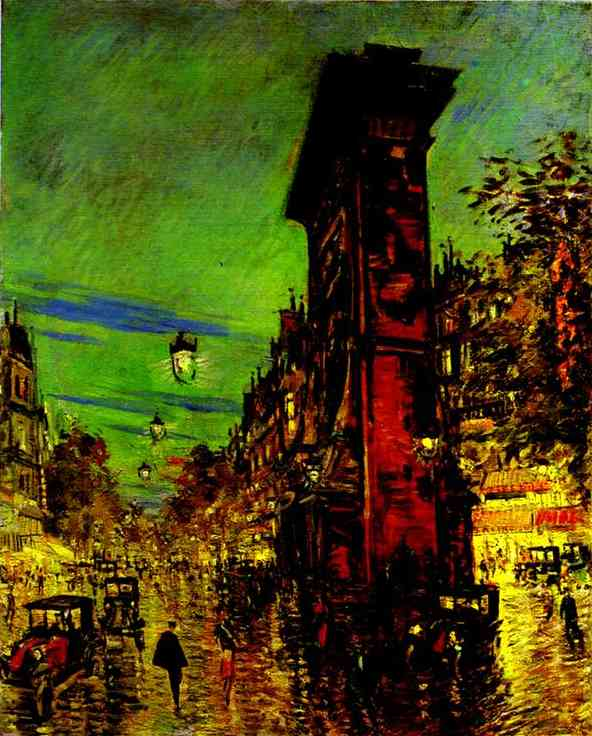
Арка Сен Дені в Парижі, 1930-ті
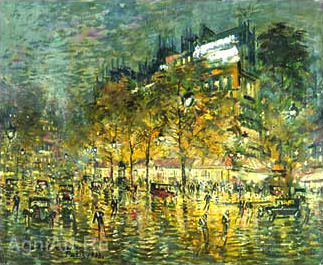
Париж. 1933
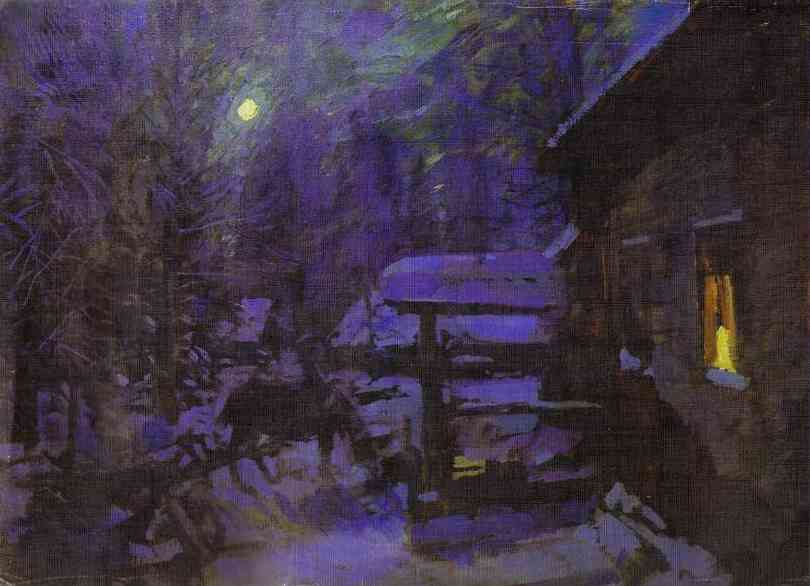
Місячна ніч
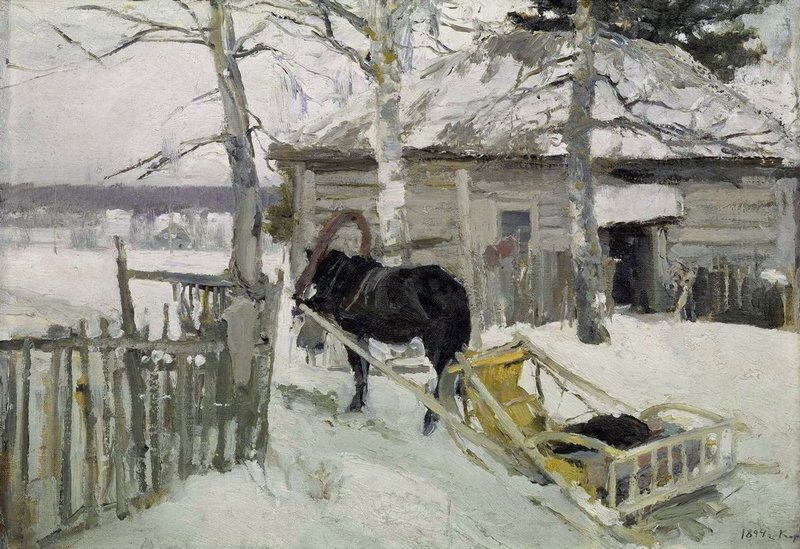
Взимку

## Родина

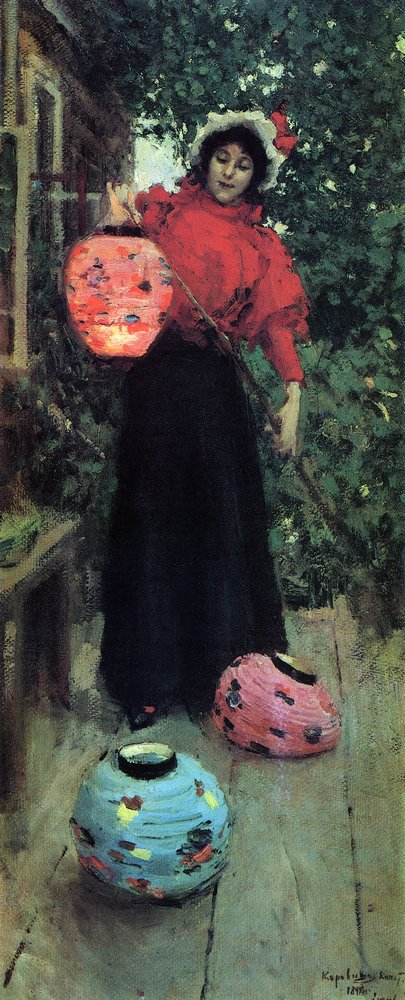
Китайські паперові ліхтарики (картина).

Коровін довго не одружувався. А коли узяв шлюб, родина була невдалою, бо художник не був дісциплінованим і не міг обмежувати себе. Дружина хворіла на туберкульоз. Мав сина Олексія, який був інвалідом.
Вважають, що дружина художника (Анна Фідлер), була головною моделлю для твору художника Китайські паперові ліхтарики.

## Коровін і література

Сєров Валентин Олександрович, «К. Коровін на березі річки», 1905 р.

Коровін був змалку завзятим читачем і добре знав твори Пушкіна, Шекспіра, Лермонтова. Вже працюючи художником в Імператорських театрах, Коровін встигав перечитувати багатьох письменників, хоча чомусь сильно це приховував. Цікавість до сучасної літератури Коровіна підживлювало і особисте знайомство художника з Горьким, Чеховим, Мельниковим-Печерським,Буніним, Купріним та ін. Саме Коровін буде літературним редактором мемуарів Шаляпіна, чим здивував і Шаляпіна, і багатьох інших. Наприкінці життя він сам напише вже свої спогади. Їх надрукують лише в часи розвалу і зникнення СРСР, бо його як емігранта, в СРСР не друкували.
Частково зберігся і архів художника. В Росії залишилися переважно матеріали та картини до перевороту 1917 року. В роки відновлення капіталізму в Росії надійшло декілька робіт художника років еміграції. Ще 1914 в декораційному депо московського Малого театру, де зберігали декорації до вистав, сталася пожежа. Вона знищила твори багатьох театральних художників. Були серед них і декорації Костянтина Коровіна до вистави " Золотий півник ". Коровін відновив декорації у 1918. в надії на нові постановки. Вони відбулися у Франції у 1937, де мешкав Коровін останні роки життя і де залишились і самі декорації. У 1986 їх і придбав на аукціоні меценат Олександр Ляпін, що передав їх у Театральний музей імені Бахрушина.

## Сценограф Коровін
Ця сторінка життя художника недостатньо відома. Як театральний художник, Коровін розпочинав у Савви Мамонтова. Після цього отримав замову на роботу в московські Імператорські театри, яка проходила важко, в атмосфері протидії і спротиву. Але Коровін мав цікаві замови на декорації в Москві, Китайському театрі Царського Села, в Петербурзі, в Маріїнському театрі і працював там. Адже Приватна опера Мамонтова перестала існувати після його вимушеного банкрутства і продажу з аукціону усього майна.

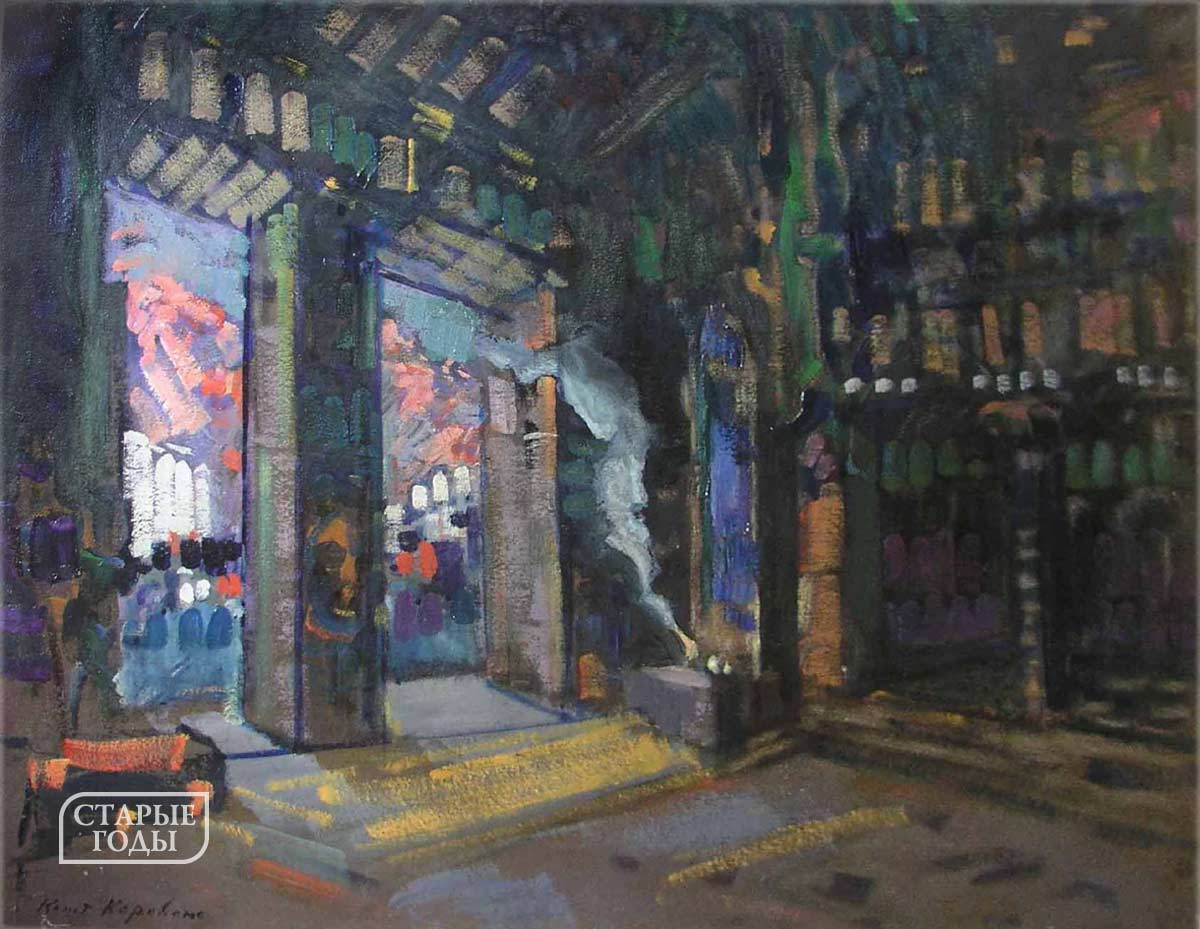
Ескіз театральної декорації Коровіна
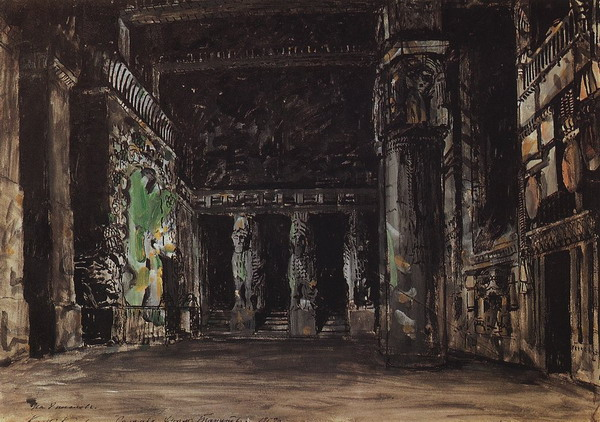
«Храм Таніт», декорація до балету Арендса «Саламбо»
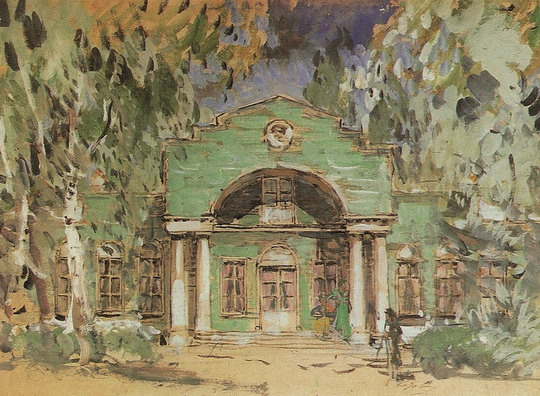
«Садиба Лариних», декорація до опери П. Чайковського «Євген Онєгін»
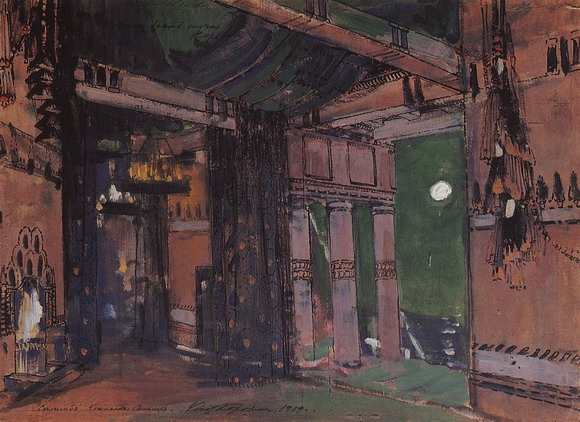
«Кімната Саламбо», декорація до балету Арендса  «Саламбо»
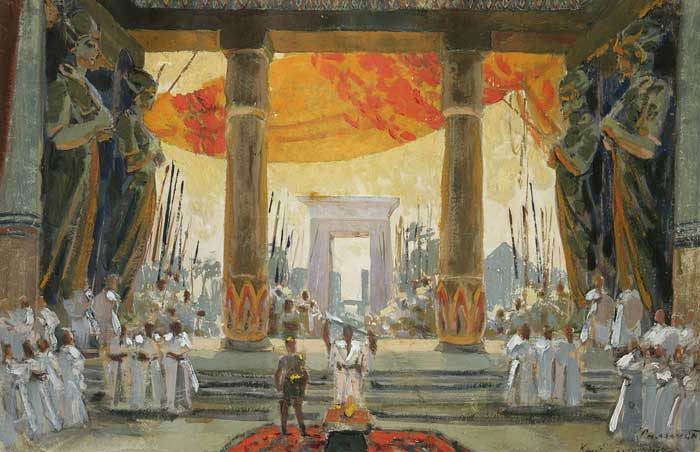
Декорація до балету Арендса  «Саламбо», 1910

## Еміграція
В царській Росії художник досяг визнання і заможності. Але експансивний характер художника і його витівки створили йому авторитет людини з богеми. Мала місце і аполітичність художника. Він ніяк не міг пристосуватися до надзвичайно різких суспільних змін після 1917 року і емігрував за кордон у 1923 р. Попереду були 16 років еміграції, хвороби і злиднів, бо він не став комерсантом і не міг сам продавати свої твори. Коровін помер в Парижі сильно збіднілим.